# Bödele (Gschwend)
Bödele ist ein Wohnplatz der Gemeinde Gschwend im Ostalbkreis in Baden-Württemberg.

## Beschreibung
Der Ort steht etwa drei Kilometer östlich von Gschwend am linken Unterhang des Tals, in dem der Joosenbach nur etwa 200 Meter westlich entfernt südwärts zur Gschwender Rot fließt.. Bödele liegt im Naturpark Schwäbisch-Fränkischer Wald und naturräumlich im Hinteren Welzheimer Wald unter dem Hochplateau der nahe anschließenden Frickenhofer Höhe und steht noch auf Stubensandstein (Löwenstein-Formation).

## Geschichte
Bereits 1830 stand an der heutigen Ortsstelle ein Hof, der auf der Urflurkarte jedoch nicht benannt ist.